# Klakbaan
Klakbaan of Scherpenheuvel is een buurtschap in de gemeente Sluis in de Nederlandse provincie Zeeland. De buurtschap is gelegen aan de "Klakbaan" en de "Scherpenheuvel" ten zuidwesten van Sasput en ten zuiden van Slijkplaat. Klakbaan bestaat uit een paar boerderijen. Vroeger lag er bij de Klakbaan een schans. De vorm hiervan is nog te herkennen door de sloot direct ten zuiden van de weg Klakbaan. Ten noorden van de buurtschap ligt de Gatternissekreek. Ten zuiden van de buurtschap ligt de Groote Put, in de Zachariaspolder 2e deel. Ten zuidwesten van Klakbaan lag voorheen Pannenhuis.
De postcode van Klakbaan is 4515, de postcode van IJzendijke.
Steden: Aardenburg · IJzendijke · Oostburg · Sint Anna ter Muiden · Sluis

Dorpen: Breskens · Cadzand · Eede · Groede · Hoofdplaat · Nieuwvliet · Retranchement · Schoondijke · Sint Kruis · Waterlandkerkje · Zuidzande

Buurtschappen: Akkerput · Bakkersdam · Balhofstede · Biezen · Boerenhol · Braamhul · De Brabander · De Bracke · Cadzand-Bad · Cathelijneschans/Schans · Dam · De Dam · Draaibrug · Halve Maantje · Hans Vriezeschans · Het Eiland · Goedleven · Groeneboomgaard · Grootendam/De Hoogedam · Heille · Hoogendijk · Hoogeweg · Kapitalendam · Ketelaarstraat · Klakbaan · Klein-Brabant · Konijnenberg · Koninginnehaven · Kruisdijk · Kruishoofd · Maagdenberg · Maagd van Gent (deels) · Maaidijk · Marollenput · Moershoofde (deels) · Moleke (deels) · Molentje · Mollekot (deels) · De Munte · Nieuwesluis · Nieuwland · Nieuwvliet-Bad · Nolle · Nummer Een · Oostburgsche Brug · Oosthoek (deels) · Oudeland · Oudemenne · De Pas · Plankenpoortje · Plakkebord · De Platluis · Polderstraat/Steenoven · 't Poldertje · Ponte · Ponte-Avancé · Pyramide · Rijksweg · Ronduit · Roodenhoek · Sasput · Scherpbier · Sint Pieter · Slepershaven/Slapershaven · Slijkplaat · Slikkenburg · Sluissche Veer · Smedekensbrugge · Spitsbroek · Steenhoven · Steenoven · Stenen Heule · Stroopuit · Terhofstede · Ter-Moere · Tol (Schoondijke) · Tol (Waterlandkerkje) · De Tol · Tragel · Turkeye · Valeiskreek · Veldzicht · Veldzicht (deels) · De Verkorting · Verklikker · Vuilpan · Wafeldorp · Waterhoek · Waterloo · Zandertje · Het Zwindorp

Historische plaatsen: De Keizer · Oude Stad (Aardenburg) · Pannenhuis · Potjes

Zeeland: Steden en dorpen in Zeeland      Nederland: Provincies · Gemeenten